# شارون وارن
شارون وارن (بالإنجليزية: Sharon Warren)‏ هي ممثلة أمريكية، ولدت في 28 مارس 1975 في أوبيليكا في الولايات المتحدة.

## وصلات خارجية
- شارون وارن على موقع IMDb (الإنجليزية)
- شارون وارن على موقع قاعدة بيانات الفيلم (الإنجليزية)